# 太阳辐射监测卫星二号
太阳辐射监测卫星二号（英語：SOLRAD 2）是集电子监控、太阳X射线和紫外线观测功能于一体的科学卫星，是美国海军研究实验室的第二颗太阳辐射监测卫星。卫星的电子监控元件属银河辐射和背景计划，目标是绘制苏联防空雷达网；太阳光谱观测元件属太阳辐射监测卫星计划，除科研用途外还需掩护银河辐射和背景计划。
苏联于1957年部署火控雷达控制的S-75地对空导弹，使美国飞机侵入苏联领空时的风险大幅增加，美国空军的电子侦察机只能提供该国外围雷达信息。美国海军研究实验室提出的卫星方案刚获德怀特·艾森豪威尔总统批准就因《纽约时报》泄密中止，但又在加强安全管控后重启。马丁·沃塔等十余名工程师和科学家协作设计太阳辐射监测卫星，随着弗朗西斯·加里·鲍尔斯驾驶的U-2侦察机在苏联领空被击落，艾森豪威尔很快批准发射太阳辐射监测卫星一号。
1960年11月30日，太阳辐射监测卫星二号与子午仪3卫星一起随雷神DM-21艾布尔星火箭升空，但因推进器第一级提前熄火，火箭偏离轨道，地面发射中心为防万一下令炸毁。残骸落入古巴境内并招来该国政府的正式抗议，太阳辐射监测卫星二号从古巴流入中华人民共和国，推动东风-5型洲际弹道导弹研究。受此次事件影响，后来的太阳辐射监测卫星调整飞行路线，不再经过古巴上空。

## 背景

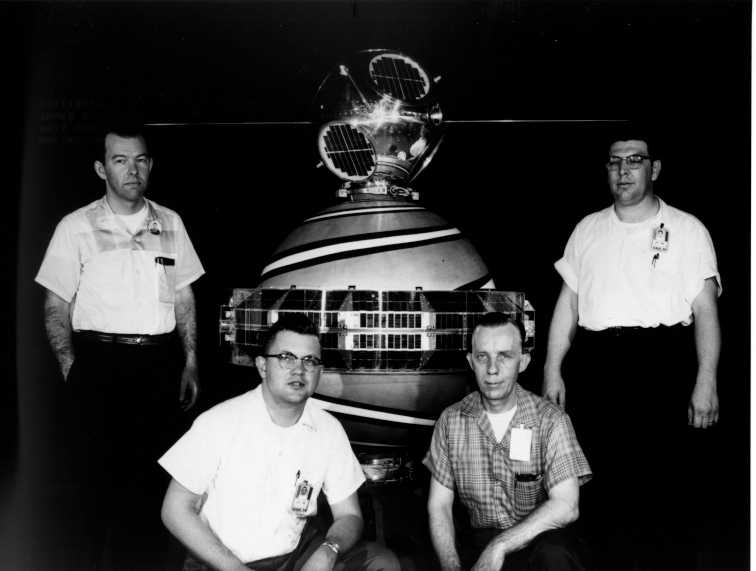
位于子午仪2A卫星顶部的太阳辐射监测卫星一号和四名主创人员，从左至右分别是马丁·沃塔、乔治·克朗米勒、阿尔弗雷德·R·康诺弗，以及罗伊·A·哈丁

1957年，苏联开始部署扇歌火控雷达控制的S-75地对空导弹，令美国轰炸机侵入苏联领空的危险程度加大。美国空军开始出动电子侦察机在苏联边境附近活动，希望能逐步确定这些雷达的大致方位和各自工作频率。通过这种方法可以提供苏联外围地区的雷达信息，但无法深入内陆。军方还曾尝试通过射电望远镜寻找月球偶尔反射的苏联雷达信息，但事实证明这种方法不足以解决问题。:362
1958年3月:4，美国海军研究实验室正全力推进旨在为美国海军发射人造卫星的先锋计划（Project Vanguard），实验室工程师里德··梅奥（Reid D. Mayo）判断，先锋计划的衍生产物可以用于绘制苏联导弹发射场地图。梅奥曾为潜艇开发反潜飞机躲避系统，可以提前发现飞机雷达信息后规避。该系统体积小巧，机械结构坚固，可以经过改装适应先锋卫星框架。:364
梅奥将构想告知实验室对策部主任霍华德·洛伦岑（Howard Lorenzen），后者在国防部游说。梅奥的设想在六个月后获批，代号“告密者”（Tattletale）。:3641959年8月24日，德怀特·艾森豪威尔同意全力推进该计划:4。
信息遭《纽约时报》泄露后，艾森豪威尔取消计划，但在加强安全措施后以新代号“核桃”（Walnut）重启，卫星部件代号:140, 151，为避免再度泄密，不但监督更严，而且只有“必须知晓”的人员才能获得信息:2。
此时美国的太空发射不属机密，为避免预期目标发现执行电子监视任务，最好能在卫星发射同期执行共享空间联合飞行掩护任务:300。
针对太阳电磁波谱的研究为发射提供理想掩护机遇。美国海军此前就想确定太阳耀斑是否会导致无线电通信中断:300，以及紫外线和射线辐射对卫星和宇航员究竟有多大危害:76。受地球大气层阻挡，地面观测站无法获得所需数据。同时，太阳光谱输出无从预测而且波动剧烈，所以亚轨道探空火箭也不能有效完成观测任务，只有卫星才能持续长时间研究完整的太阳光谱。:5–6, 63–65

如上图所示，上层大气会阻挡伽马射线，X射线和紫外线，大部分红外光谱也会被大气吸收

海军实验室已经在1959年发射先锋三号形式的专用太阳观测卫星，上有射线和紫外线探测器，但在范艾伦辐射带的背景辐射下已经完全饱和:63。海军实验室工程师马丁·沃塔（Martin Votaw）带领尚未转移到美国国家航空航天局的先锋计划工程师和科学家组成团队，一起根据先锋计划开发卫星。已有两种用途的卫星更名“银河辐射和背景”（Galactic Radiation And Background，简称），又称“银河辐射实验背景”（Galactic Radiation Experiment Background，简称），同时卫星又以科研功能命名为“太阳辐射监测”（SOLRAD），是太阳辐射（SOLar RADiation）的简称:142, 149:300。
1960年4月13日，美国在子午仪1B卫星上附加太阳辐射监测卫星质量模拟器并一起成功发射:301，证明双卫星发射技术已经成熟。同年5月1日，弗朗西斯·加里·鲍尔斯驾驶的U-2侦察机在苏联领空被击落，证明飞机监视十分危险。5月5日，艾森豪威尔总统批准发射太阳辐射监测卫星。:321960年6月22日，太阳辐射监测卫星一号进入轨道，成为人类历史上首枚监视卫星，也是首枚观测太阳射线和紫外线的卫星。

## 航天器

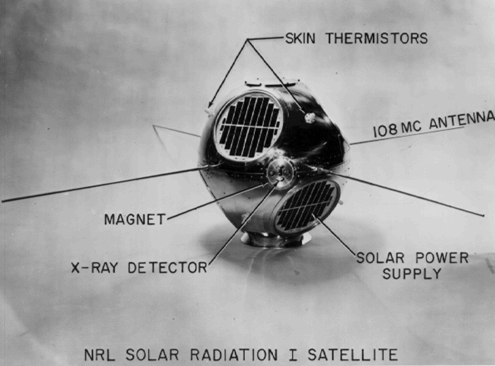
标识主要外部特征的太阳辐射监测卫星一号

太阳辐射监测卫星二号与前身太阳辐射监测卫星一号基本相同，卫星呈球形，直径51厘米，虽然承载的科学实验功能完全相同，但却只有18公斤重，比19.05公斤的太阳辐射监测卫星一号略轻，采用六个圆形太阳能电池片供电:a1-4。太阳能电池为九个串联起来的D电池供电，共计产生12伏特电压:10和六瓦特功率:32。
卫星的太阳辐射监测元件包括两个莱曼阿尔法光度计（一氧化氮电离室），用于研究1050至1350埃格斯特朗波长范围的紫外线，还有一个射线光度计（氩电离室），可研究2至8埃格斯特朗波长范围的射线，这些设备都安装在卫星赤道周围。与太阳辐射监测卫星一号一样，太阳辐射监测卫星二号也在适当位置安装永磁铁，迫使带电粒子偏离检测器窗口，解决先锋三号任务遇到的饱和问题:64–65。
银河辐射和背景监控设备用于检测下方直径6500公里的圆形区域:108，监视在S波段（1550至3900兆赫兹）广播的苏联防空雷达:29, 32。卫星上的接收器已调到接近雷达频率，接收器的信号输出可以触发航天器上独立的甚高频发射机。经过苏联上空期间，卫星会在接收到导弹雷达脉冲后立即向接收范围内的美国地面站转播，地面站记录信息并发送到海军实验室分析。虽然银河辐射和背景配备的是全向接收器，但多次寻找相同信号，并与卫星已经确知的位置对比，就可以推断出雷达的大致方位和准确的脉冲重复频率。:4–7:108

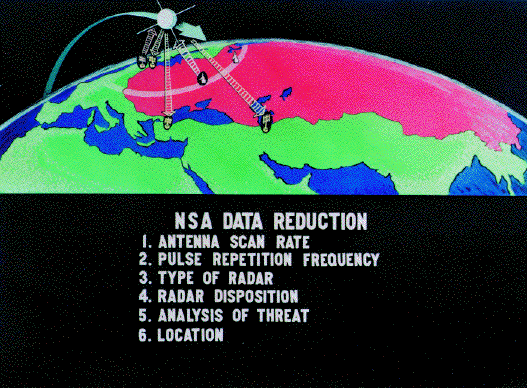
美国国家安全局数据缩减，表明卫星下行链路信息经过各层处理后所获情报

遥测数据通过太阳辐射监测卫星赤道上四条长63.5厘米的鞭状天线传送:76，科学遥测的传送频率是108兆赫兹:78，这也是先锋计划使用的国际地球物理年标准频率:84, 185。地面指令和电子监控数据通过小型天线在139兆赫兹频率收集:7。地面获得的信息记录在磁带上并寄回海军实验室，经评估、复制，再转交位于马里兰州陆军米德堡（Army Fort Meade）的美国国家安全局，以及位于內布拉斯加州奥马哈奥夫特空军基地（Offut Air Force Base）的战略空军司令部分析和处理。
与早期大部分自动航天器一样，太阳辐射监测卫星二号虽能稳定自旋:300，但缺乏主动姿态控制系统，所以只能扫描整个天空，无法聚焦特定信息源:13。为了让科学家能顺利解读太阳辐射监测卫星二号探测的射线来源，卫星上装有真空光电管，用于确认太阳光谱撞击光度计的时间，以及阳光照射光度计的角度:64。

## 任务

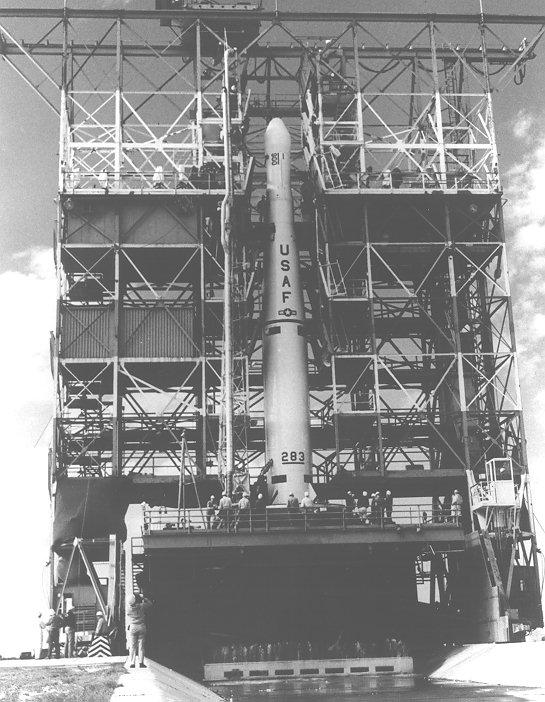
用于发射太阳辐射监测卫星二号的雷神DM-21艾布尔星火箭，摄于发射当天

1960年11月，沃塔与团队其他成员把太阳辐射监测卫星二号的技术部件装进各自汽车后备箱，从位于华盛顿哥伦比亚特区的海军实验室总部运到卡纳维拉尔角，受不久前发生的劫机飞往古巴事件影响，大家根据就没有考虑空运。抵达目的地后，众人在卡纳维拉尔角西侧的机库设立临时地面工作站。卫星助推器由283号雷神火箭第一期和艾布尔星006火箭第二期组成，竖立位置距卡纳维拉尔角LC17B发射台约有4800米。
1960年11月30日发射当日，发射装置出现许多小故障，导致倒计时反复停顿并持续数小时之久，海军实验室的工作人员甚至开设赌局，让众人估计发射时间投注，最终太阳辐射监测卫星二号与子午仪3卫星都在协调世界时19:50飞上晴朗的天空。原订持续燃烧163秒的雷神第一级火箭提前熄火，虽然卫星仍然有望进入预定轨道，但为防万一，发射站安全主任下令炸毁已经相互分离的第一和第二级推进器。
太阳辐射监测卫星二号的入轨路径和太阳辐射监测卫星一号相同，都会经过加勒比的古巴上空。火箭残骸落入古巴最东端的东方省境内，位于美国关塔那摩湾海军基地西北方向。根据古巴陆军位于奥尔金的哨站汇报，残骸掉落范围约518平方公里，军方取得“两个完整球体，两个圆锥形装置和多个气缸”，上有英语铭文。其中一块回收的残骸是“约40磅（18.14公斤）的密封球体”。由于先锋TV-3卫星（Vanguard TV-3）没有被爆炸摧毁，估计古巴军方取得的就是太阳辐射监测卫星二号。各种残骸接下来送至位于帕尔马索里亚诺的古巴陆军总部。根据1988年公布的中国政府文件，古巴将部分残骸卖给中华人民共和国，用于辅助设计第二期东风-5型洲际弹道导弹。
古巴政府抗议此次事件：古巴官方报纸《革命报》指控美国的挑衅行为，政府广播电台谴责此举旨在推翻卡斯特罗政权，该国政府还正式向联合国投诉。美国为此推迟飞行路线经过古巴上空的航天器发射，改善卡纳维拉尔角的发射站安全系统，后来的太阳辐射监测卫星发射路线朝北改道，不再经过古巴上空。

## 影响
太阳辐射监测/银河辐射和背景卫星此后还经过三次发射，其中最后一次是1962年4月26日发射的太阳辐射监测卫星四B号。全部五次任务中只有太阳辐射监测/银河辐射和背景卫星一号和太阳辐射监测/银河辐射和背景卫星三号成功，其他均未抵达轨道。1962年，美国所有高空侦察项目均由美国国家侦察局管理，该机构决定从1962年7月开始配备代号“罂粟”（POPPY）的新一代卫星继续并扩展银河辐射和背景任务。电子间谍卫星不再承担太阳辐射监测卫星的实验任务，而是独立配备卫星，但仍与“罂粟”卫星共同发射，为“罂粟”提供一定程度的掩护。从1965年11月发射的太阳辐射监测卫星八号开始，最后五颗太阳辐射监测卫星都是独立发射的科学卫星，其中三枚还拥有美国国家航空航天局的探索者计划编号。最后一枚太阳辐射监测卫星于1976年升空，全系列卫星共计13枚。此外，银河辐射和背景计划于1998年解密。